# Monica Gunnarsson
Monica Gunnarsson (, ur. 22 kwietnia 1965) – szwedzka lekkoatletka specjalizująca się w chodzie sportowym, medalistka halowych mistrzostw Europy w 1987.

## Kariera sportowa
Zajęła 8. miejsce w chodzie na 10 kilometrów na mistrzostwach Europy w 1986 w Stuttgarcie.
Zdobyła brązowy medal w chodzie na 3000 metrów na halowych mistrzostwach Europy w 1987 w Liévin, przegrywając jedynie z Natallą Dmitraczenką ze Związku Radzieckiego i Giulianą Salce z Włoch. Na mistrzostwach świata w 1987 w Rzymie zajęła 6. miejsce w chodzie na 10 kilometrów, na halowych mistrzostwach Europy w 1989 w Hadze 8 miejsce w chodzie na 3000 metrów, a na mistrzostwach Europy w 1990 w Splicie 8. miejsce w chodzie na 10 kilometrów.
Siedmiokrotnie startowała w pucharze świata, zawsze w chodzie na 10 kilometrów, zajmując następujące miejsca: 1983 w Bergen – 32. miejsce, 1985 w St. John's – 15. miejsce, 1987 w Nowym Jorku – 18. miejsce, 1989 w L’Hospitalet – 13. miejsce, 1991 w San Jose – 14. miejsce, 1993 w Monterrey – nie ukończyła i 1995 w Pekinie – 73. miejsce.
Była mistrzynią Szwecji w chodzie na 5000 metrów w latach 1988–1990 orazi w chodzie na 10 kilometrów w latach 1988–1990 i 1993, a w hali mistrznią swego kraju w chodzie na 3000 metrów  w latach 1987–1989 i 1994.
Rekordy życiowe:
- chód na 5 kilometrów – 22:35 (25 lipca 1988, Södertälje)
- chód na 10 kilometrów – 45:09 (1 września 1987, Rzym)
- chód na 20 kilometrów – 1:36:38 (29 maja 1987, Värnamo)
- chód na 3000 metrów (hala) – 12:54,52 s (19 lutego 1989, Haga)